# Васильева, Нина Васильевна (мастер)
Ни́на Васи́льевна Васи́льева (23 июля 1937, Никифорково, Калининская область — 5 апреля 2018) — мастер художественной отделки стекла завода «Красный май», Тверская область, Герой Социалистического Труда (1981).

## Биография
В 1951 году окончила школу-семилетку, в 1954 — в Вышнем Волочке профессионально-техническую школу при стекольном заводе. Работала шлифовщицей, затем — мастером художественной отделки стекольного завода «Красный май». В 1970-е годы заочно окончила техникум в Москве.
Выйдя на пенсию, продолжала заниматься общественной деятельностью; заместитель председателя общественного совета при главе района. Проживала в Вышнем Волочке.
Скончалась 5 апреля 2018 года.

## Награды
- Герой Социалистического Труда (15.1.1981) — по итогам советской десятой пятилетки
- орден Октябрьской Революции
- медаль «За трудовую доблесть»[1]